# Mejor Sexta Mujer de la WNBA
El premio a la mejor sexta mujer del año de la WNBA (Sixth Woman of the Year Award de 2007 a 2020; Sixth Player of the Year Award desde 2021) es un premio anual que la WNBA otorga desde la temporada de 2007 a la mejor jugadora de un equipo de la liga que sale desde el banquillo como suplente (o sexta mujer). Un panel de periodistas deportivos a través de los Estados Unidos vota para elegir a la ganadora. Cada juez vota por un primero, segundo y tercer lugar, a la jugadora que se coloca como primer lugar se le dan 5 puntos, a la segunda 3 puntos y a la tercera 1 punto. La jugadora con mayor número de votos totales, independientemente del número de votos de primera posición, obtiene el galardón. 
Para que una jugadora sea elegible para el galardón debe haber disputado más partidos saliendo desde el banquillo que de titular.
La primera galardonada fue Plenette Pierson jugando para el extinto equipo de Detroit Shock.
La jugadora con más premios a mejor sexta mujer del año de la WNBA es DeWanna Bonner que consiguió de manera consecutiva tres galardones jugando para el equipo de Phoenix Mercury
Quien gana este premio recibe $5,000 dólares y un trofeo especialmente diseñado por Tiffany & Co.

## Ganadoras
| Temporada | Jugadora           | Equipo              |
| --------- | ------------------ | ------------------- |
| 2007      | Plenette Pierson   | Detroit Shock       |
| 2008      | Candice Wiggins    | Minnesota Lynx      |
| 2009      | DeWanna Bonner     | Phoenix Mercury     |
| 2010      | DeWanna Bonner (2) | Phoenix Mercury (2) |
| 2011      | DeWanna Bonner (3) | Phoenix Mercury (3) |
| 2012      | Renee Montgomery   | Connecticut Sun     |
| 2013      | Riquna Williams    | Tulsa Shock (2)     |
| 2014      | Allie Quigley      | Chicago Sky         |
| 2015      | Allie Quigley (2)  | Chicago Sky (2)     |
| 2016      | Jantel Lavender    | Los Angeles Sparks  |
| 2017      | Sugar Rodgers      | New York Liberty    |
| 2018      | Jonquel Jones      | Connecticut Sun (2) |
| 2019      | Dearica Hamby      | Las Vegas Aces      |
| 2020      | Dearica Hamby (2)  | Las Vegas Aces (2)  |
| 2021      | Kelsey Plum        | Las Vegas Aces (3)  |
| 2022      | Brionna Jones      | Connecticut Sun (3) |
| 2023      | Alysha Clark       | Las Vegas Aces (4)  |
| 2024      | Tiffany Hayes      | Las Vegas Aces (5)  |